# 安藤志穂美
安藤 志穂美（あんどう しおみ、1987年9月9日 - ）は、日本の女優。ロ・ロール所属。千葉県出身。身長155cm、体重40kg。2016年に脚本家、演出家、劇団Fullmonty主宰の中路貴之と結婚。
2020年に離婚、2021年に一般男性と再婚を発表。

## 出演

### 映画
- 愛の言霊（2007年10月27日、金田敬監督）
- クロサワ映画（2010年10月9日、渡辺琢監督）
- 堕悪〜DARK〜 （2011年、辻裕之監督）
- BLUE FACE〜君は僕から逃げられない〜（2016年7月）

### テレビ
- サムライ・ハイスクール（2009年、日本テレビ）
- 世にも奇妙な物語（2009年、フジテレビジョン）
- 特上カバチ!!（2010年、TBS）
- フリーター、家を買う。（2010年、フジテレビ）
- 鍵のかかった部屋（2012年、フジテレビ）
- JIN-仁-（2012年、TBS）
- 相棒（2012年、テレビ朝日）
- 匿名係長 只野仁（2012年、テレビ朝日）
- 土曜ワイド劇場（2013年、テレビ東京）
- 水曜ミステリー（2013年、日本テレビ）
- アンフェア（2015年、フジテレビ）
- 世にも奇妙な物語（2015年、フジテレビ）
- 月刊 格闘無双（サムライTV） - 番組アシスタント
- 絶景探偵（2017年、福島中央テレビ）

### 舞台
- SEND ONE YOUR LOVE〜愛を贈れば〜（2012年、かーんず企画） - 中地桃子役
- 新説・坂本龍馬（2013年1月5日-7日、別世界カンパニー公演） - 楢崎龍役
- 山本八重の一生〜語られなかったもう一つの真実〜（2013年5月8日-12日、別世界カンパニー公演） - 山本八重役
- ロミオとジュリエットの喜劇!?（2013年7月26日-28日、別世界カンパニー公演） - しおり役
- ムラコン（2013年12月12日-15日、W-speak公演） - 桜井未来役[1]
- 7EVEN LOVERS（2014年3月18日-23日、RAWK公演）
- 空飛ぶコーポレーション（2015年1月13日-18日、HiRunder公演）[2]
- 今宵はこれにて（2017年3月8日-12日、東京エスカルゴ。公演）[3]

### CM
- キリンビール『キリンフリー』
- 青山商事『洋服の青山』
- プロクター・アンド・ギャンブル
- 読売新聞
- オートバックスセブン『オートバックス』
- ヤフー『Yahoo! JAPAN』
- NTT Docomo

### WEB配信
- 恋の正しい方法は本にも設計図にも載っていない（2010年、BeeTV）
- 新鮮組〜打倒！！黒田幕府〜（GF-NETTV、MC：黒田勇樹）
- 女子の偏差値（GF-NETTV） - レギュラー
- Mags.inc（2016年、ひけしや